# Золота ера альпінізму

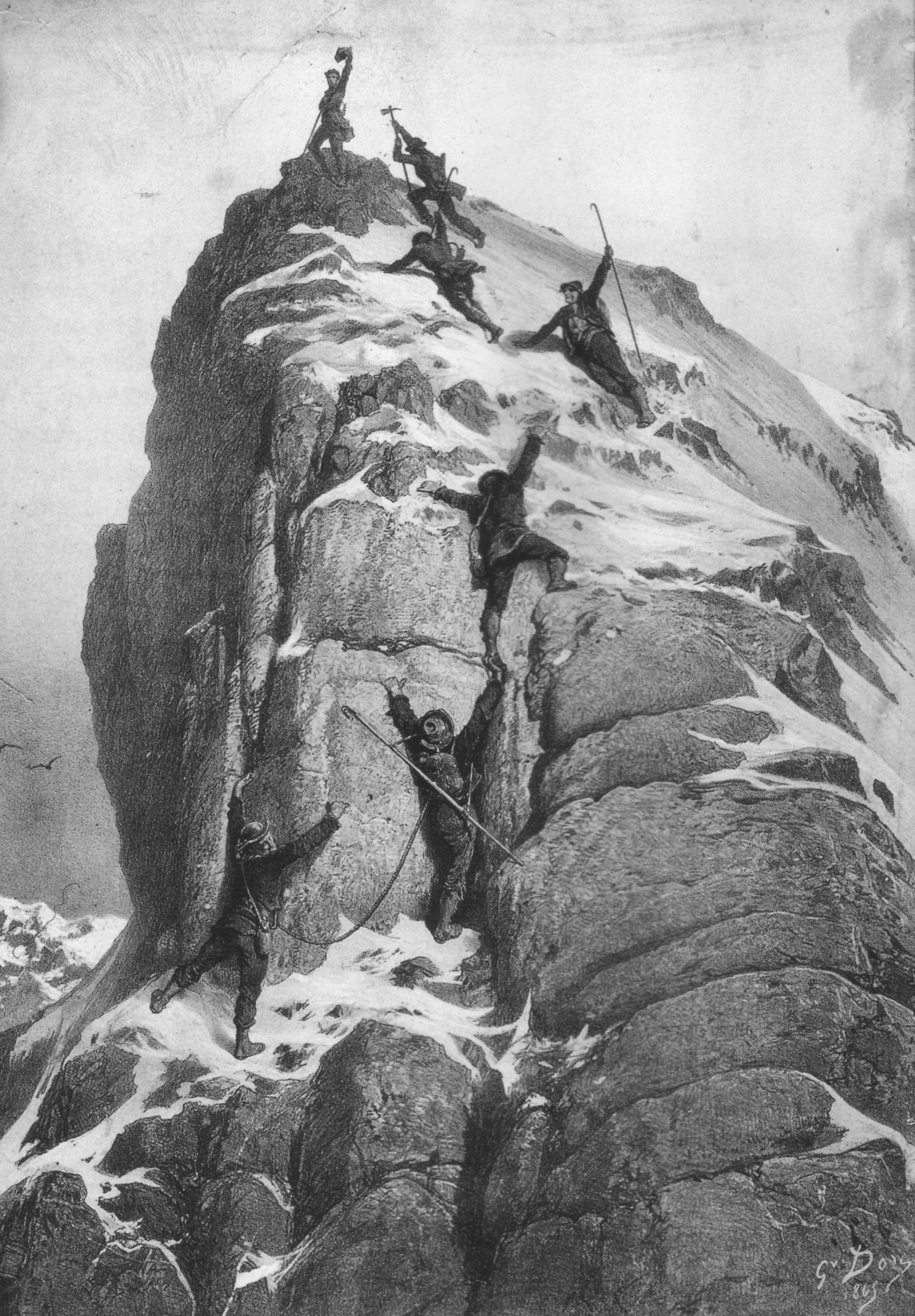
Перше сходження на Маттерхорн, Густава Доре. Це сходження, виконане Едвардом Воммпером та іншими в 1865 році, традиційно знаменує кінець золотої доби альпінізму.

Золотою добою альпінізму вважається десятиліття між підйомом Альфреда Вілса на Веттергорн у 1854 р. та сходженням Едварда Вомппера на Маттергорн у 1865 р., під час якого відбулися перші сходження на багато великих вершин в Альпах.

## Видатні постаті
В 1857 році, незадовго до початку золотої доби альпінізму був утворений Альпійський клуб у Лондоні. Саме англійські альпіністи разом з їхніми швейцарські та французькі гідами виконали більшість сходжень цього часу. Серед них варто виділити лорда Френсіса Дугласа, Пауля Грохмана, Флоренцію Кроуфорд Грув, Чарльза Хадсон, Едварда Кеннеді, Вільямса Метьюза, Адольфа Мура, Леслі Стіфена, Френсіса Фокс Такетта, Джона Тіндаля, Горація Вокера та Едварда Вомппера. Серед відомих гідів того часу Крістіан Альмер, Якоб Андерегг, Мельхіор Андерег, Жан-Антуан Каррел, Мішель Кроц, Ульріх Кауфман і Йоганнес Зумтаугвалд. Люсі Вокер, брала участь у деяких видатних перших проходженнях, включаючи сходження на Бальмохорн (1864), а пізніше зробила декілька перших жіночих проходжень.
У перші роки «золотої доби» наука та спорт тісно переплітались. Часто альпіністи несли з собою на сходження різноманітні інструменти для наукових спостережень, які вони там проводили. Найвидатнішим з таких учених був фізик Джон Тіндаль. Також вирізнявся літературознавець Леслі Стівен. У пізніші роки «золотої доби» домінувати спортсмени з Лондонського альпійського клубу, ніяк не пов'язані з наукою.

## Перші сходження золотої доби
- 1854 Кенігспітце, Остспіце (Монте-Роза), Штральхорн
- 1855 Монблан дю Такуль, Вестспіце (Монте-Роза), Вайссмі
- 1856 Шпіль Півдня, Аллалінхорн, Лаггінхорн
- 1857 Менч, Монте-Пельмо
- 1858 Дом, Ейгер, Хінтерер Брочкогель, Надельхорн, Піз Мортераш, Вордерер Брохкогель, Вайлдструбель
- 1859 Алечхорн, Бічхорн, Гран-Комбін, Грівола, Рімпіфшхорн, Хокалмшпітце, Монте-Леоне
- 1860 Альфубель, Блюмлісальп, Чіветта, Гран-Парадізо, Гранд-Кассе
- 1861 Кастор, Флучтхорн, Ліскамм, Монт-Пуррі, Монте Візо, Шрекхорн, Вайсхорн, Вайскугель
- 1862 Дан-Бланш, Дент Паррахе, Долденхорн, Грос-Фішерхорн, Дісграція, Рамолкогєль, Тешхорн, Цукергютль
- 1863 Біфертенсток, Дан-д'Еран, Парротшпітец, Піз Зупо, Тофан
- 1864 Адамелло, Егель д'Аргентьєр, Агюль де ла Тре Тете, Антелао, Балмхорн, Барре де Екреном, Даммашток, Гросс Ванненхорн, Мармолада, Мон-Долан, Поллукс, Пресанелла, Цінальротхорн
- 1865 Еґій-Верт, Гран Корн'єр, Гроссе-Меселер, Гохфайлер, Ля Руінетте, Маттергорн, Обер-Габельхорн, Піц Буїн, Піц Розег